# Coleura kibomalandy
Coleura kibomalandy — є одним з видів мішкокрилих кажанів родини Emballonuridae.

## Етимологія
Назва kibomalandy отримана з північно-малагасійського діалекту і означає білий (malandy) і живіт (kibo) і стосується розпізнавального низу цього виду, який відрізняє його від інших описаних видів Coleura, Paremballonura і Emballonura.

## Морфологія
Кажан невеликого розміру, із загальною довжиною від 75 до 81 мм, довжина передпліччя між 48 і 52 мм, довжина хвоста від 11 до 18 мм, довжина стопи між 6 і 9 мм, довжина вух від 14 до 18 мм і маса до 12,5 г.
Шерсть довга і кошлата. Спинна частина черновато-коричнева, нижня частина від чисто білого до кремово-сірого кольору, іноді з основами волосся сірого кольору. Вуха маленькі, круглі й відокремлені. Козелка відносно ширші, ніж у інших видів. Крилові мембрани темно-коричневі з напівпрозорими плямами.
Випромінює ультразвук з постійною частотою до 35 кГц, і вузькосмугові імпульси малої тривалості. Ця конфігурація використовується кажанами, які полюють на відкритих просторах.

## Поширення
Цей вид відомий тільки в двох пунктах Північного Мадагаскару.

## Звички
Харчується комахами. Ховається в печерах групами до 500 осіб.